# Weiher Mühle
Die Weiher Mühle war eine am Mühlenbach gelegene Wassermühle in Nettetal-Breyell mit einem unterschlächtigen Wasserrad.

## Geographie
Die Weiher Mühle stand am Mühlenbach, einem Zufluss der Nette, und hatte ihren Standort in der Nähe vom Quellensee im Stadtteil Breyell in der Stadt Nettetal. Das Gelände hat eine Höhe von ca. 44 m über NN.
Die Pflege und Unterhaltung des Mühlenbachs obliegt dem Netteverband.

## Geschichte
Die Weiher Mühle wurde im Jahre 1430 in der Nähe des Kastells als Gutsmühle erbaut, als die Lüthemühle nach einer Erbteilung vom Gut Sprinckelhoven abgetrennt wurde. Gut und Mühle gehörten 1488 den Herren von Kreckenbeck. 1681 werden als Besitzer die Herren von Schinck zu Overlinck und Hilgenhoven genannt. Die Mühle wurde nur als Getreidemühle genutzt und hatte ständig unter Wassernot zu leiden. 1835 hatte die Mühle ein unterschlächtiges Wasserrad, ein Gerinne und einen Mahlgang. Sie zahlte 2 Taler Steuer. Als 1840 größere Reparaturen fällig waren, wurde die Mühle niedergelegt.